# Enargia citrina
Enargia citrina är en fjärilsart som beskrevs av Edward Alfred Cockayne 1951. Enargia citrina ingår i släktet Enargia och familjen nattflyn. Inga underarter finns listade i Catalogue of Life.